# Constantin Seibt

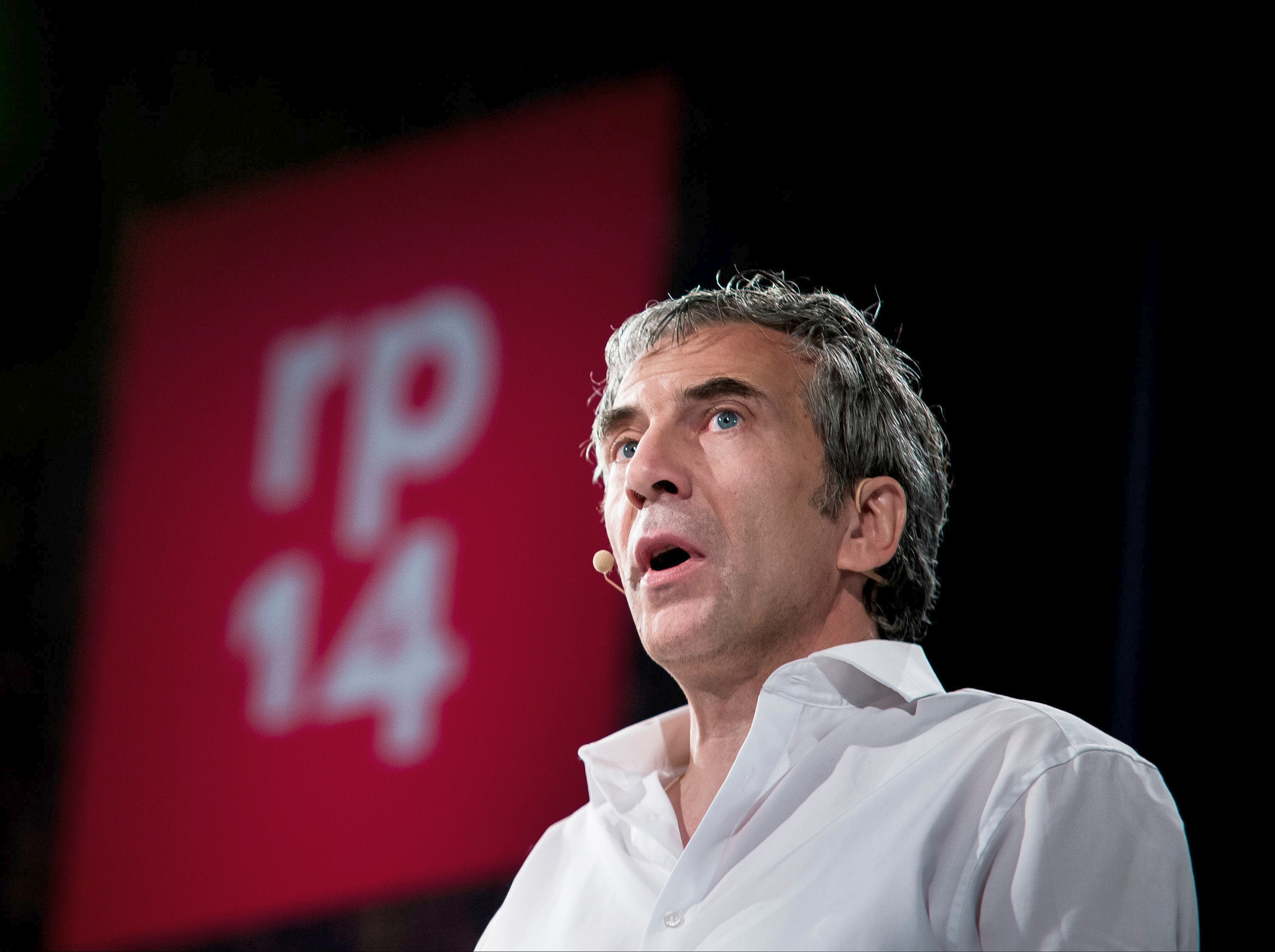
Constantin Seibt auf der re:publica 2014

Constantin Seibt (bürgerlich: Herbert Werner Constantin Seibt; * 20. Februar 1966 in Frankfurt am Main) ist ein Schweizer Journalist und Autor.

## Leben
Seibt wurde in Frankfurt am Main geboren, seine Eltern waren Deutsche. Als er zwei Jahre alt war, siedelte die Familie in die Schweiz um. Später nahm Seibt die schweizerische Staatsbürgerschaft an. Seibt wuchs in Bassersdorf auf und besuchte die Kantonsschule Rychenberg in Winterthur. Es folgte ein Germanistikstudium an der Universität Zürich, das er abbrach. Bei den Parlamentswahlen 1999 und 2003 kandidierte Seibt auf der Alternativen Liste für den Nationalrat, wurde aber nicht gewählt.
Seibt ist Vater einer Tochter (* 2009) und eines weiteren Kindes und lebt in Zürich.

## Journalismus
Seibt war Redaktor und Kolumnist bei der Unizeitung Zürcher StudentIn, veröffentlichte einen Krimi und arbeitete als freier Journalist, so für die Werbewoche und mit seiner Very-Short-Story-Kolumne für das Basler Magazin. Auch schrieb er eine Literaturfälschungskolumne im NZZ Folio.
Von 1997 bis 2005 war Seibt Redaktor für Politik und Wirtschaft und Kolumnist bei der WOZ Die Wochenzeitung. Zu Beginn schrieb er dort hauptsächlich Kolumnen wie die «Familie Monster» sowie Artikel für den Kulturteil. Grosse Beachtung fanden seine Artikel über den als Toywar bekannten Rechtsstreit um Domainnamen. Ab 2001 zählte er zur Inlandredaktion, wo er eine zunehmend wichtige Rolle innehatte. Zwischen September 2004 und Dezember 2005 schrieb er regelmässig Kolumnen für die Weltwoche.
Im Januar 2006 wechselte er zum Tages-Anzeiger. Eines seiner ersten Themen beim Tages-Anzeiger als Reporter war die gerichtliche Aufarbeitung des Swissair-Grounding. Die gesammelten Artikel dazu wurden 2007 in Buchform als «Der Swissair-Prozess» veröffentlicht. Seibts zumeist wirtschaftspolitischen Kommentare und Analysen schlugen regelmässig hohe Wellen in den Online-Kommentarspalten, so etwa seine im August 2011 verfasste Analyse «Der rechte Abschied von der Politik», wo Seibt die Kapitalismus-Kritik des Konservativen Charles Moore rezipierte.
Von Mai 2012 bis Juli 2014 schrieb Seibt für seinen Blog namens Deadline auf tagesanzeiger.ch/Newsnet zum Thema «Journalismus im 21. Jahrhundert». Einige der Artikel sind im November 2013 unter dem Titel Deadline – Wie man besser schreibt in Buchform erschienen.
Ende 2016 verliess Seibt den Tages-Anzeiger, um künftig, u. a. mit Christof Moser von der Schweiz am Sonntag, der seine Stelle als Bundeshausredaktor ebenfalls aufgab, für das eigene Start-up Republik tätig zu sein. Am 13. Mai 2017 wurde die Crowdfunding-Kampagne für die Teilfinanzierung des Medien-Projekts «Project R» lanciert und schlug gemäss Schweizer Kampagnen-Experten innerhalb von 24 Stunden alle vorher in der Schweiz gekannten Crowdfunding-Rekorde, sodass die Republik noch am selben Tag offiziell gegründet werden konnte. Das Online-Magazin Republik wurde im Jahr 2018 lanciert.

## Preise
- 2007: Journalist des Jahres, Fachzeitschrift Schweizer Journalist.[23]
- 2008: Zürcher Journalistenpreis in der Kategorie «Zeitung» für die Reportagen zum Swissair-Prozess.[24]
- 2012: Reporter des Jahres, Fachzeitschrift Schweizer Journalist.
- 2013: Kolumnist des Jahres, Fachzeitschrift Schweizer Journalist.
- 2016: Reporter des Jahres, Fachzeitschrift Schweizer Journalist.[25]

## Werke
- mit Michael Spittler: Das Un-Glück. Ein Schlüsselroman. Paranoia City Verlag, Zürich 1991, ISBN 3-90-752209-5.
- mit Carmen Berchtold, Jürg Fischer: Das Buch Monster. 100 Fälle aus der Praxis der Familie Monster. WOZ, Zürich 1997, ISBN 3-906236-02-1 (Kolumnen aus der WOZ).
- hrsg. mit Jürg Fischer: Der junge Schweizer Rabe (= Der Rabe. Nummer 54). Haffmans Verlag, Zürich 1998.
- Bad News. Theodor-Schmid-Verlag, Zürich 1998, ISBN 3-90-656600-5 (Leseprobe).
- Der Swissair-Prozess. Echtzeit, Basel 2007, ISBN 978-3-905800-04-3.
- Die Weltrevolution der Manager. In: Martin Heller, Gesa Schneider: Wir Manager! Alles im Griff? NZZ Libro, Zürich 2010, ISBN 978-3-03823-668-9.
- Constantin, Alexander und Peter Seibt: Familienbande: Literaturfälschungen – Managementkolumnen – Fussballgeschichten. Stämpfli, Bern 2012, ISBN 978-3-7272-1292-5.[26][27]
- Deadline – Wie man besser schreibt. Kein & Aber, Zürich 2013, ISBN 978-3-0369-5685-5.